# Canadian Championship 2016
Il Canadian Championship 2016 (noto per ragioni di sponsorizzazione come 2016 Amway Canadian Championship in inglese e Championnat Canadien Amway 2016 in francese) è stata la nona edizione del Canadian Championship organizzata dalla Canadian Soccer Association. Hanno partecipato Ottawa Fury FC e FC Edmonton della North American Soccer League, il secondo livello della piramide calcistica canadese, e Montréal Impact, Toronto FC e Vancouver Whitecaps FC della Major League Soccer, il massimo campionato nordamericano. Il detentore del trofeo era il Vancouver Whitecaps FC.
Il torneo si è svolto nei mesi di maggio e giugno, ed è stato vinto dal Toronto FC, grazie al maggior numero di gol segnati in trasferta nella doppia finale. La squadra dell'Ontario è stata premiata con la Voyageurs Cup. Vista la riforma della CONCACAF Champions League la federazione canadese ha potuto riallineare i calendari delle due competizioni: Toronto dovrà sfidare la vincitrice del Canadian Championship 2017 in uno spareggio per stabilire la squadra qualificata alla CONCACAF Champions League 2018, a meno che non vinca entrambe le edizioni.

## Tabellone
Le squadre sono state inserite nel tabellone sulla base dei risultati ottenuti nella stagione 2015. Le tre squadre partecipanti alla Major League Soccer sono state inserite in posizione 1, 2 e 3 in base al piazzamento in classifica ottenuto alla fine della regular season, mentre le due squadre partecipanti alla North American Soccer League si affrontano in uno spareggio per l'accesso alle semifinali.
|  | Preliminare | Preliminare | Preliminare | Preliminare |  |  | Semifinali | Semifinali          | Semifinali | Semifinali |  |   | Finale              | Finale           | Finale | Finale |
|  |             |             |             |             |  |  |            |                     |            |            |  |   |                     |                  |        |        |
|  |             |             |             |             |  |  | 1          | Vancouver Whitecaps | 0          | 3          |  |   |                     |                  |        |        |
|  |             |             |             |             |  |  | 1          | Vancouver Whitecaps | 0          | 3          |  |   |                     |                  |        |        |
|  |             |             |             |             |  |  | 5          | Ottawa Fury         | 2          | 0          |  |   |                     |                  |        |        |
|  | 4           | FC Edmonton | 0           | 2           |  |  | 5          | Ottawa Fury         | 2          | 0          |  |   |                     |                  |        |        |
|  | 4           | FC Edmonton | 0           | 2           |  |  |            |                     |            |            |  |   |                     |                  |        |        |
|  | 5           | Ottawa Fury | 3           | 0           |  |  |            |                     |            |            |  |   |                     |                  |        |        |
|  | 5           | Ottawa Fury | 3           | 0           |  |  |            |                     |            |            |  | 1 | Vancouver Whitecaps | 0                | 2      |        |
|  |             |             |             |             |  |  |            |                     |            |            |  | 1 | Vancouver Whitecaps | 0                | 2      |        |
|  |             |             |             |             |  |  |            |                     |            |            |  |   | 3                   | Toronto FC (gfc) | 1      | 1      |
|  |             |             |             |             |  |  |            |                     |            |            |  |   | 3                   | Toronto FC (gfc) | 1      | 1      |
|  |             |             |             |             |  |  |            |                     |            |            |  |   |                     |                  |        |        |
|  |             |             |             |             |  |  |            |                     |            |            |  |   |                     |                  |        |        |
|  |             |             |             |             |  |  | 2          | Montréal Impact     | 2          | 0          |  |   |                     |                  |        |        |
|  |             |             |             |             |  |  | 2          | Montréal Impact     | 2          | 0          |  |   |                     |                  |        |        |
|  |             |             |             |             |  |  | 3          | Toronto FC          | 4          | 0          |  |   |                     |                  |        |        |
|  |             |             |             |             |  |  | 3          | Toronto FC          | 4          | 0          |  |   |                     |                  |        |        |

## Turno preliminare
| Arbitro: | A. Ruch |

|  |           |                                 |
|  | Marcatori | 13’ Timbó 69’ Haworth 74’ Vered |

| Arbitro: | M. Bourdeau |

|  |           |                         |
|  | Marcatori | 26’ Corea 45’ Eckersley |

## Semifinali

### Andata
| Arbitro: | Y. Rudolf |

|                            |           |  |
| Steele 3’ Paulo Júnior 41’ | Marcatori |  |

| Arbitro: | D. Gantar |

|                                   |           |                          |
| Osorio 13’, 34’ Hamilton 60’, 80’ | Marcatori | 86’ Salazar 90+1’ Drogba |

### Ritorno
| Arbitro: | G. Gamble |

|                                           |           |  |
| Morales 3’ (rig.) Mezquida 20’ Rivero 52’ | Marcatori |  |

| Montréal 8 giugno 2016, ore 19:30 UTC-5 | Montréal Impact | 0 – 0 referto | Toronto FC | Stade Saputo (18.964 spett.)\| Arbitro: \| S. Petrescu \| |
| Arbitro:                                | S. Petrescu     |               |            |                                                           |

## Finale

### Andata
| Arbitro: | M. Bourdeau |

|              |           |  |
| Giovinco 43’ | Marcatori |  |

### Ritorno
| Arbitro: | D. Fischer |

|                         |           |               |
| Mezquida 47’ Parker 68’ | Marcatori | 90+5’ Johnson |